# Judéo-espagnol calque
Pour les articles homonymes, voir Ladino.
Le judéo-espagnol calque, aussi appelé ladino,, est la variété stylistique écrite de la langue judéo-espagnole créée par les rabbins espagnols pour traduire et enseigner les textes sacrés hébreux. Il consiste à traduire un mot hébreu par un mot espagnol et toujours le même à moins que ne s'y opposent des considérations exégétiques, en respectant l'ordre des mots et la syntaxe de l'original hébreu. La langue a donc une syntaxe hébraïque, mais un vocabulaire roman, au contraire du judéo-espagnol qui a lui une syntaxe romane.
Une différence est à faire entre le judéo-espagnol calque, comme langue sacrée et écrite, et le judéo-espagnol vernaculaire, comme langue parlée pouvant être également appelée ladino (ou djudezmo, djidyo, djudyo, espanyol),, si bien que le terme « ladino » appliqué à une langue judéo-espagnole uniquement écrite servant à l'étude de la Torah ne fait pas l'unanimité.

## Caractéristiques
Outre davantage de mots venant de l'hébreu que le judéo-espagnol parlé, le judéo-espagnol calque se caractérise par sa syntaxe calquée sur l'original hébreu des textes sacrés. La syntaxe devient ainsi celle d'une langue sémitique et non plus d'une langue romane, et notamment, à partir d'une langue où la phrase est généralement dans l'ordre sujet-verbe-objet, dite en typologie syntaxique langue SVO, on passe à une langue VSO verbe-sujet-objet.
Le philologue Jacob Hassan donne l'exemple de l'expression hébraïque haesh hagdolá hazot (הָאֵשׁ הַגְּדֹלָה הַזֹּאת, Deutéronome 5,21) « ce grand feu », en espagnol ou en judéo-espagnol parlé este fuego grande, qui est traduit en judéo-espagnol calque par la fuego la grande la ésta, mot à mot « la feu la grande la celle-ci », ce qui correspond exactement à l'hébreu quant au genre féminin du mot « feu », aux articles définis répétés et à l'ordre des adjectifs.

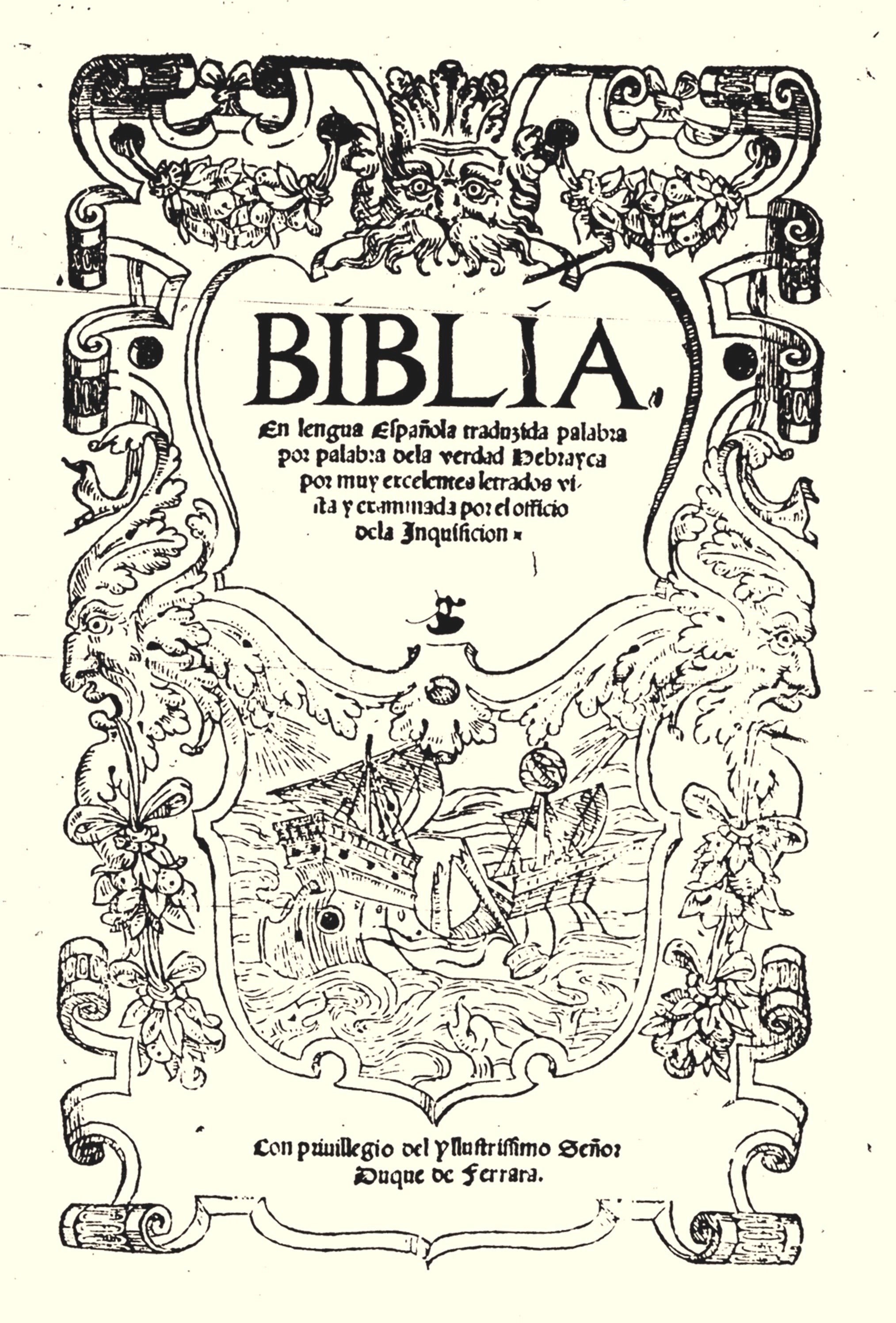
Biblia de Ferrara publiée en Italie en 1553

Un autre exemple illustrant le procédé de calque lexical est l'extrait biblique suivant (Genèse 37,14) :
- en judéo-espagnol calque dans la Bible de Ferrare de 1553 : anda agora vee a paz de tus ermanos i a paz de las oūegas, mot à mot « va maintenant vois à paix de tes frères et à paix des brebis »,
- en français dans la Bible du Rabbinat : « Va voir, je te prie, comment se portent tes frères, comment se porte le bétail[7] »,

où l'on voit comment le mot hébreu shalom « paix, état de santé » avec toutes ses significations est traduit par un mot judéo-espagnol unique paz « paix ».
Le verbe hébreu ספר (s-p-r) constitue également un cas intéressant quant à la méthode de traduction littérale de la Bible de Ferrare, qui oppose de façon tout à fait systématique
- kontar (en espagnol contar « compter, raconter ») pour traduire la forme ordinaire qal du verbe (sāp̄ar, (way)yispor) qui signifie « compter »,
- rekontar (en espagnol recontar « recompter, raconter (en détail) ») pour traduire la forme intensive piʿel du verbe (sippēr, (way)yisappēr) qui signifie « raconter »,

c'est-à-dire que le sens parfois intensif du préfixe verbal re- des langues latines (comme en français entrer/rentrer, chercher/rechercher, etc.) est utilisé de façon strictement équivalente à la forme intensive hébraïque, y compris avec la modification du sens du verbe qu'elle entraîne en hébreu.